# Fédération française des clubs pour l'UNESCO
 (octobre 2019).

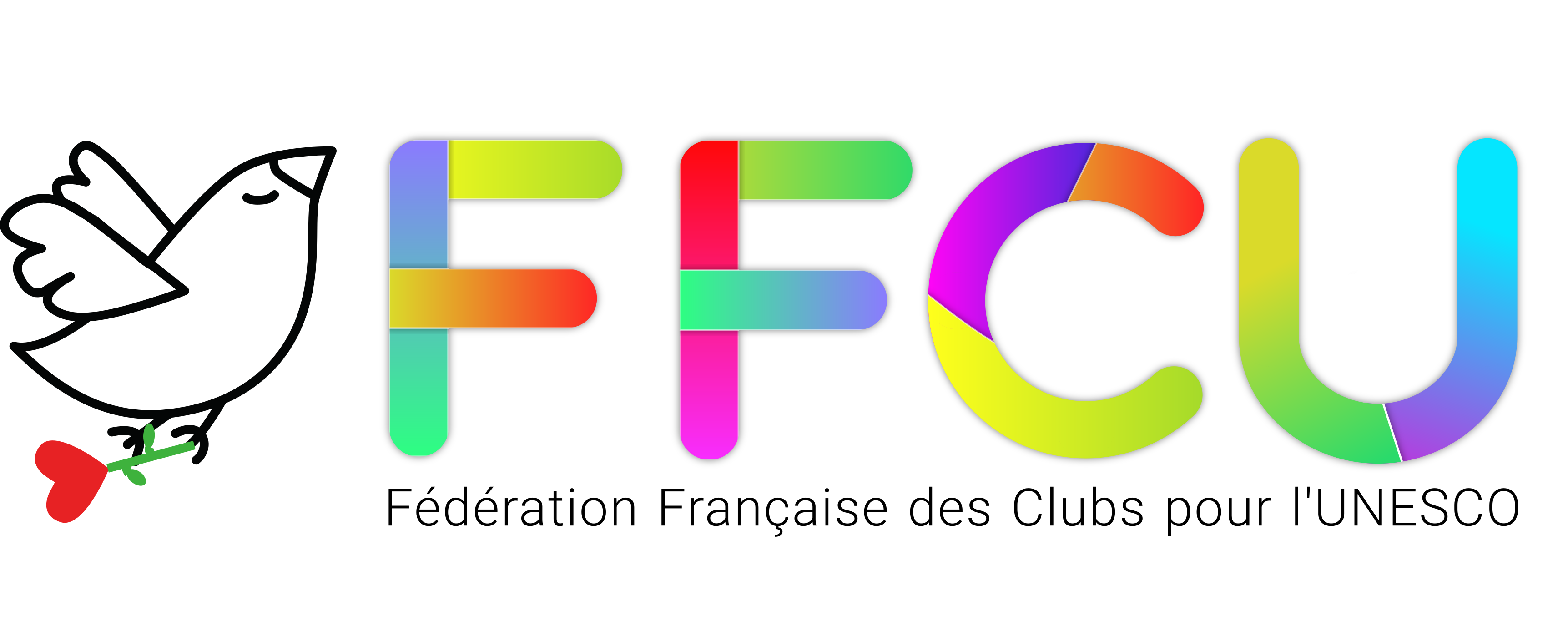
Logo officiel de la FFCU depuis 2018.

La Fédération Française des Clubs pour l'UNESCO (FFCU) est une association loi de 1901 complémentaire de l'enseignement public. Fondée en 1956, elle a notamment pour but de promouvoir la paix par l'éducation populaire . 
En septembre 2023 la Commission nationale française pour l’UNESCO (branche française de l’UNESCO) a désaccrédité la Fédération française des clubs pour l’UNESCO (FFCU). En conséquence la Fédération française des clubs pour l’UNESCO (FFCU) n’a plus le droit d’utiliser le nom et l’emblème de l’UNESCO et d’une manière générale de se prévaloir de quelques liens que ce soit avec l’UNESCO.

## Description
Elle fédère les clubs UNESCO de France métropolitaine et d'outre-mer (environ 200 en 2018). Elle entretient aussi des partenariats avec des clubs d'autres pays d'Europe, d'Afrique, d'Amérique latine et d'Asie.
Les clubs UNESCO, clubs scolaires et associations, sont généralement fondés à l’initiative de membres de la société civile, leur lien à l’UNESCO est avant tout philosophique et moral ,.
La dimension éthique dont les clubs sont porteurs se manifeste par la référence à la Déclaration Universelle des Droits de l'Homme et à l’Acte constitutif de l’UNESCO définissant les buts de l'institution : le maintien et la construction de la paix, la défense et la promotion des droits humains, la collaboration entre nations et l’émancipation des peuples (cf. Préambule des Statuts de la FFCU) .
La FFCU est une association laïque et d’éducation populaire. Elle a la particularité de se réclamer d’un double référentiel : l’UNESCO et l’éducation populaire.

## Historique

### Fondation et développement
Au lendemain de la seconde Guerre Mondiale, notamment portés par le désir d'un plus jamais ça, plusieurs clubs associatifs fondés par des membres de la société civile apparaissent à travers le monde en se réclamant des idéaux de l’UNESCO. Il s'agit pour ces clubs de promouvoir la paix et le dialogue par l'éducation. Ainsi, le premier club UNESCO voit le jour à Sendaï au Japon en 1947. D'autres suivent rapidement en France, aux Pays-Bas, au Liban et aux États-Unis. Peu à peu, un réseau mondial de clubs UNESCO se tisse ,.
Au début des années 1950, les clubs UNESCO se multiplient en France.
Ainsi, la Fédération Française des clubs UNESCO (FFCU), est fondée en 1956 par Louis François, ancien résistant, inspecteur général d'Histoire-Géographie, et alors secrétaire général de la Commission française pour l'UNESCO. Elle a pour objectif de fédérer les clubs UNESCO français déjà existants, d'en promouvoir les actions, et d'encourager la création de nouveaux clubs .
En 1981, sous la présidence de André Zweyacker, la FFCU participe à la création de la Fédération mondiale des associations, centres et clubs Unesco (FMACU) et de la Fédération Européenne des Associations et Clubs UNESCO (FEACU). Le 19 juin 1981, près de trois-cents participants et observateurs venus de soixante-dix pays se rassemblent à la Maison de l'UNESCO pour le Congrès d'ouverture . Le dernier jour du Congrès, le 3 juillet 1981 le japonais Kiyoshi Kazuno est élu président de la nouvelle Fédération mondiale .

### Engagement à Bakel et Prix des droits de l'Homme
Dès la fin des années 1970, sous l'impulsion de Colette et Raoul Bacconnier (cofondateurs de la FFCU), la fédération développe de nombreuses actions à Bakel, au Sénégal. Il en résulte en 1986, la création du Centre d’Échanges et de Formation Pratique de la ville. Ce centre a pour objectif de répondre aux besoins exprimés par la population locale en matière de développement agricole autonome, et ce par des formations innovantes et adaptées aux savoir-faire locaux . Cette même année, une éolienne pour la ville est construite par les jeunes du Club UNESCO du lycée de Saint-Flour. Ceci, notamment, vaut à la FFCU le Prix des droits de l'Homme de la République française .

### Conflit avec la CNFU
En mai 2014, la fédération change de nom. Elle est renommée Fédération Française Pour l'UNESCO (FFPU).
En 2017, la fédération entre en conflit ouvert avec la Commission nationale française pour l'UNESCO (CNFU). Le Comité Exécutif de la fédération reproche alors à Daniel Janicot, président de la CNFU, de mener une entreprise de dénigrement contre la FFPU. En cause, la volonté de la CNFU de vouloir récupérer la gestion des clubs UNESCO, jusqu'alors prérogative de la FFCU. A ce propos, Daniel Janicot affirme agir sous mandat de la conférence générale de l'UNESCO, ayant adoptée en 2013 un plan d’action visant à améliorer la coopération du Secrétariat de l’UNESCO avec les Commissions nationales pour l’UNESCO.
Depuis le 21 mai 2017,  Ardiouma Sirima est le président de la fédération .
Le 27 octobre 2018, une assemblée générale extraordinaire de la fédération vote une convention de coopération entre la CNFU et la FFPU, afin d'initier un nouveau départ entre les deux organisations. A cette occasion l'assemblée décide de fusionner les deux noms historiques de l'association. Elle est donc renommée Fédération Française des Clubs pour l'UNESCO (FFCU).
À la suite de cette AG, le 14 novembre 2018 une convention est signée entre Daniel Janicot pour la CNFU e Ardiouma Sirima pour la FFCU .

## Actions
La FFCU fédère plusieurs formes d’engagements :
- Les clubs UNESCO scolaires [17]
- Les clubs UNESCO associatifs
- Les centres pour l’UNESCO

Chaque année, la FFCU propose un guide recensant certains évènements phares de ses clubs : Les Chemins de la citoyenneté. Ces évènements sont organisés en lien avec les journées internationales célébrées par l’UNESCO (par exemple pour la journée internationale de la Paix, le 21 septembre, ou la journée des femmes et filles de science le 11 février) ,,. 
La FFCU édite aussi chaque saison son propre journal : Paroles à l'air. 
En septembre 2018, la FFCU ouvre l'Espace Cultur'Ailes dans le 12e arrondissement de Paris. Cet espace, qui abrite le siège de la FFCU, est aussi un lieu d'exposition et d'animation proposant de nombreux évènements culturels à l'échelle locale, nationale et internationale . 